# Tasiocera (Dasymolophilus) aspistes
Tasiocera (Dasymolophilus) aspistes is een tweevleugelige uit de familie steltmuggen (Limoniidae). De soort komt voor in het Afrotropisch gebied.